# Carlo Fabbricotti
Carlo Fabbricotti (Carrara, 25 giugno 1818 – Carrara, 18 gennaio 1910) è stato un imprenditore e politico italiano.

## Biografia
Carlo Fabbricotti, detto Carlazz, nacque a Torano, frazione di Carrara, nel 1818, terzogenito del proprietario Domenico Andrea Fabbricotti (1788 - 1877) e di Maria Antonia Vanelli. La tradizione imprenditoriale estrattiva della sua famiglia era iniziata nel 1722 con il capostipite Domenico Bartolomeo Fabbricotti e portata avanti dai discendenti, divenuti in seguito un iconico casato della borghesia del marmo di Carrara. Alla morte del padre, Carlo ereditò assieme ai fratelli le cave, le segherie e le attività commerciali della famiglia. Carlazz continuò l’attività imprenditoriale in proprio ed acquistò anche ampie tenute a Bocca di Magra e a Marinella di Sarzana, dove fondò l'omonima tenuta agricola. A Luni cominciò i lavori di scavo e portò alla luce l’anfiteatro e un gran numero di reperti dell’epoca romana. Si interessò di politica, venendo nominato assessore del municipio di Carrara nel 1859.
Nel 1906 fu insignito del cavalierato per le sue attività estrattive. Morì nel 1910 all'età di 91 anni lasciando tutto al figlio Carlo Andrea (Carrara, 11 gennaio 1864 - Carrara, 2 ottobre 1935), a sua volta imprenditore, politico e letterato.
A tre anni dalla morte, nel 1913, i figli eressero alla sua memoria un monumento marmoreo che ancor oggi troneggia di fronte alla cappella di famiglia che venti anni prima era stata costruita in stile eclettico nel cuore della tenuta di Marinella, realizzato dal carrarese Alessandro Lazzerini; il basamento recita:
DA L'ALPE DOMINATA

TRASSE RICCHEZZE

QUI PROFUSE

BONIFICANDO»